# Socialdemokratiska ungdomsklubben i Helsingfors
Socialdemokratiska ungdomsklubben i Helsingfors grundades den 11 februari 1906 och var den första svenskspråkiga socialdemokratiska ungdomsklubben i Finland. Klubben ingick som en avdelning i svenska arbetarföreningen i Helsingfors. Ungdomsklubbens första ordförande var Runar Öhman. Socialdemokratiska ungdomsklubben utgav tidningen Kamrat!